# Wałbrzych Miasto
Wałbrzych Miasto – stacja kolejowa w Wałbrzychu w dzielnicy Stary Zdrój. Według klasyfikacji PKP ma kategorię dworca aglomeracyjnego.

## Ruch pasażerski
| Rok  | Wymiana pasażerska na dobę |
| ---- | -------------------------- |
| 2017 | 2 300                      |
| 2022 | 1 500                      |
| 2023 | 1 500                      |

## Opis
Dość powszechnie panuje mylne przekonanie, że budynek dworca był niegdyś pijalnią wód mineralnych, która została adaptowana na potrzeby kolei. Spowodowane jest to jego charakterystyczną bryłą, powstałą po przebudowie z lat 1923-25.
Dworzec został oddany do użytku 1 marca 1853 roku i początkowo nosił nazwę Altwasser, a nieco później Waldenburg Altwasser. 27 sierpnia 1945 roku dworzec został przemianowany i nosił nazwę Borowieck Starzyny. W późniejszym okresie, po uporządkowaniu nazewnictwa, nosił nazwę Wałbrzych Starzyny. Wiadomo, że 6 września 1947 roku (a więc w krótkim odstępie czasu od dworca Wałbrzych Główny) została zmieniona nazwa na Wałbrzych Stary Zdrój. W 1948 roku została nadana obecna nazwa Wałbrzych Miasto. Dworzec położony jest przy ulicy Armii Krajowej 26 c.
W latach 2011–2012 przeprowadzono kosztem ponad 9 mln zł gruntowny remont dworca, inwestycja została sfinansowana z budżetu państwa i środków własnych PKP SA.
Przed dworcem znajdują się przystanki wałbrzyskiej komunikacji miejskiej, linii międzymiastowej MPK Świdnica oraz prywatnych przewoźników drogowych.

## Galeria

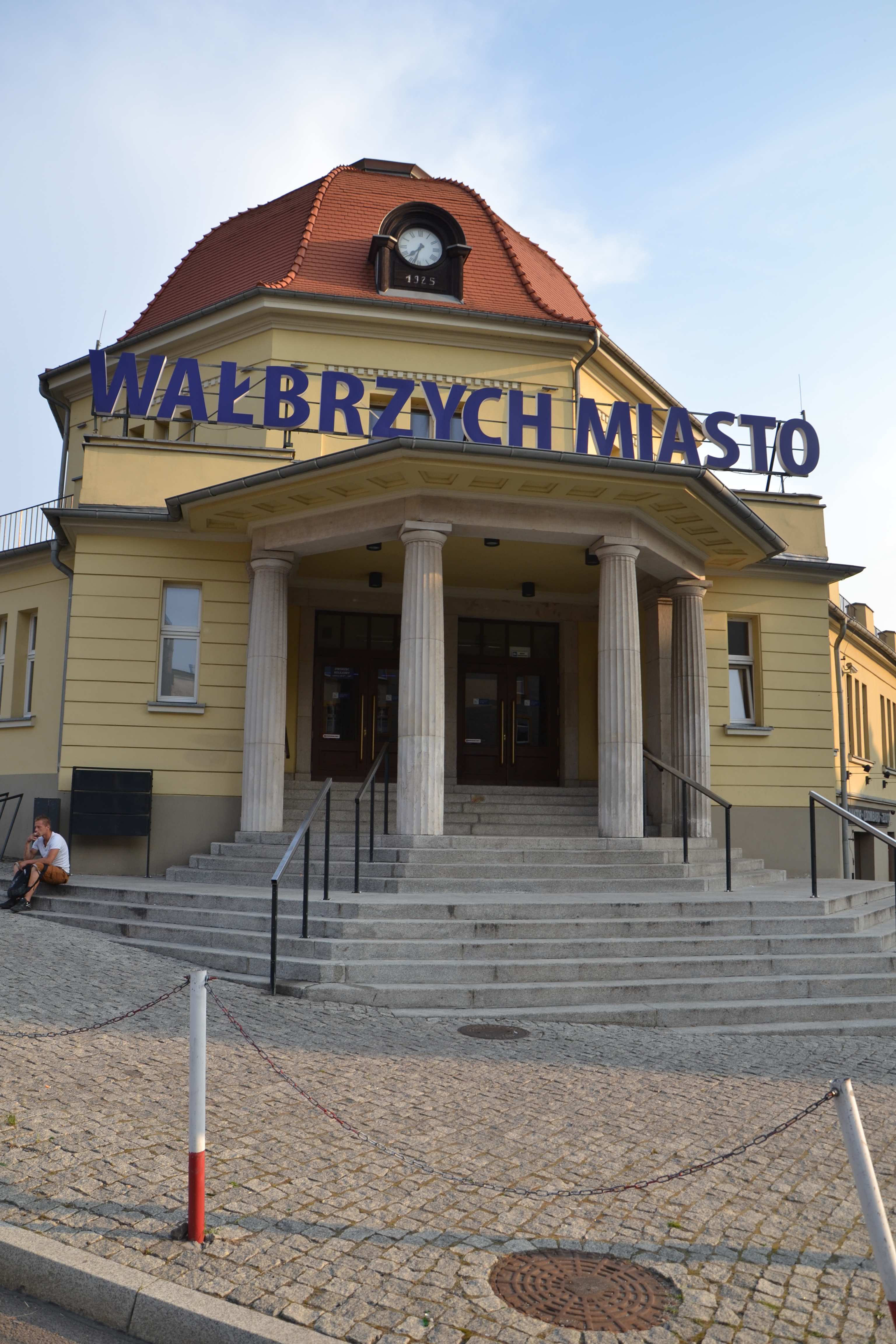
Wejście na dworzec
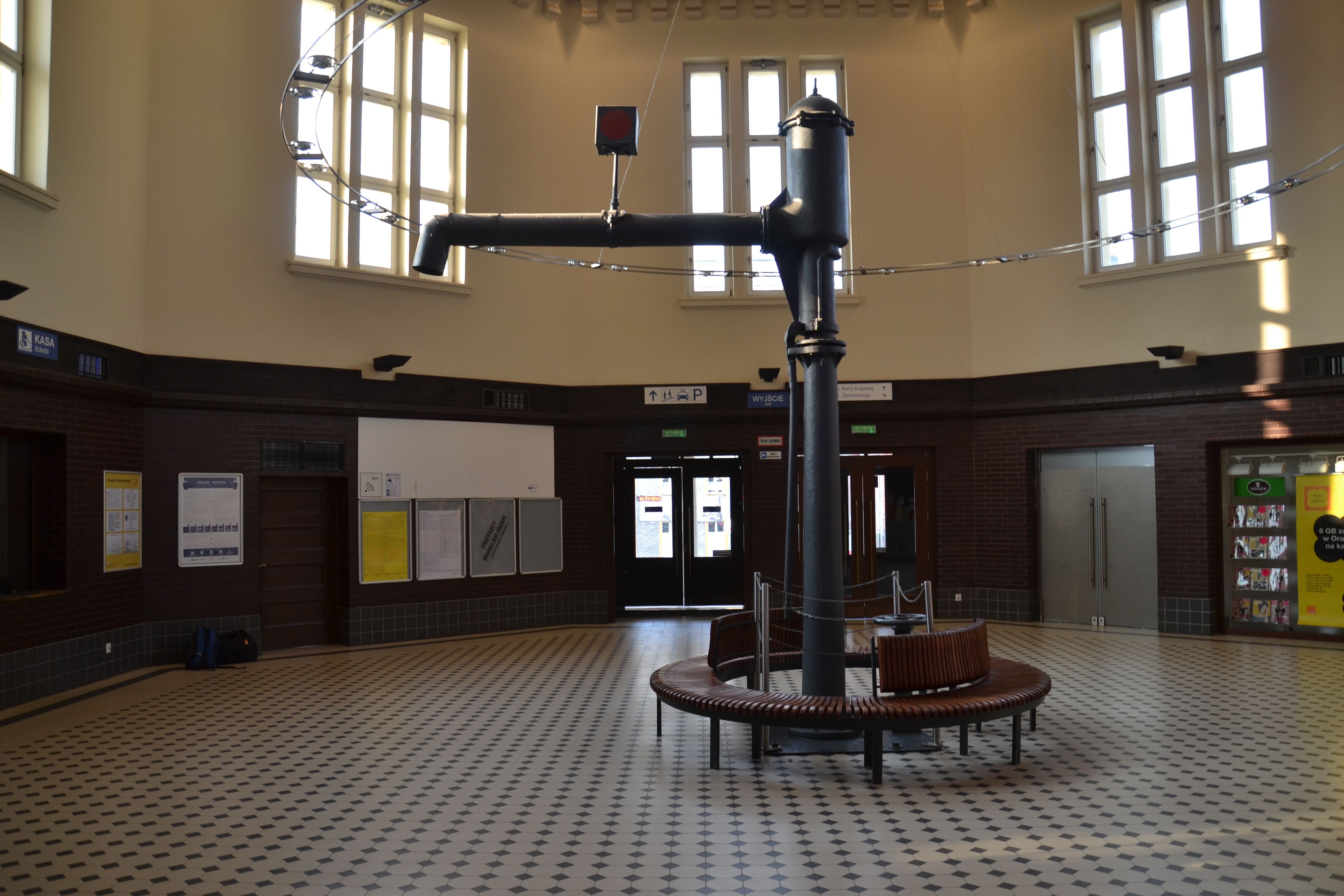
Wnętrze
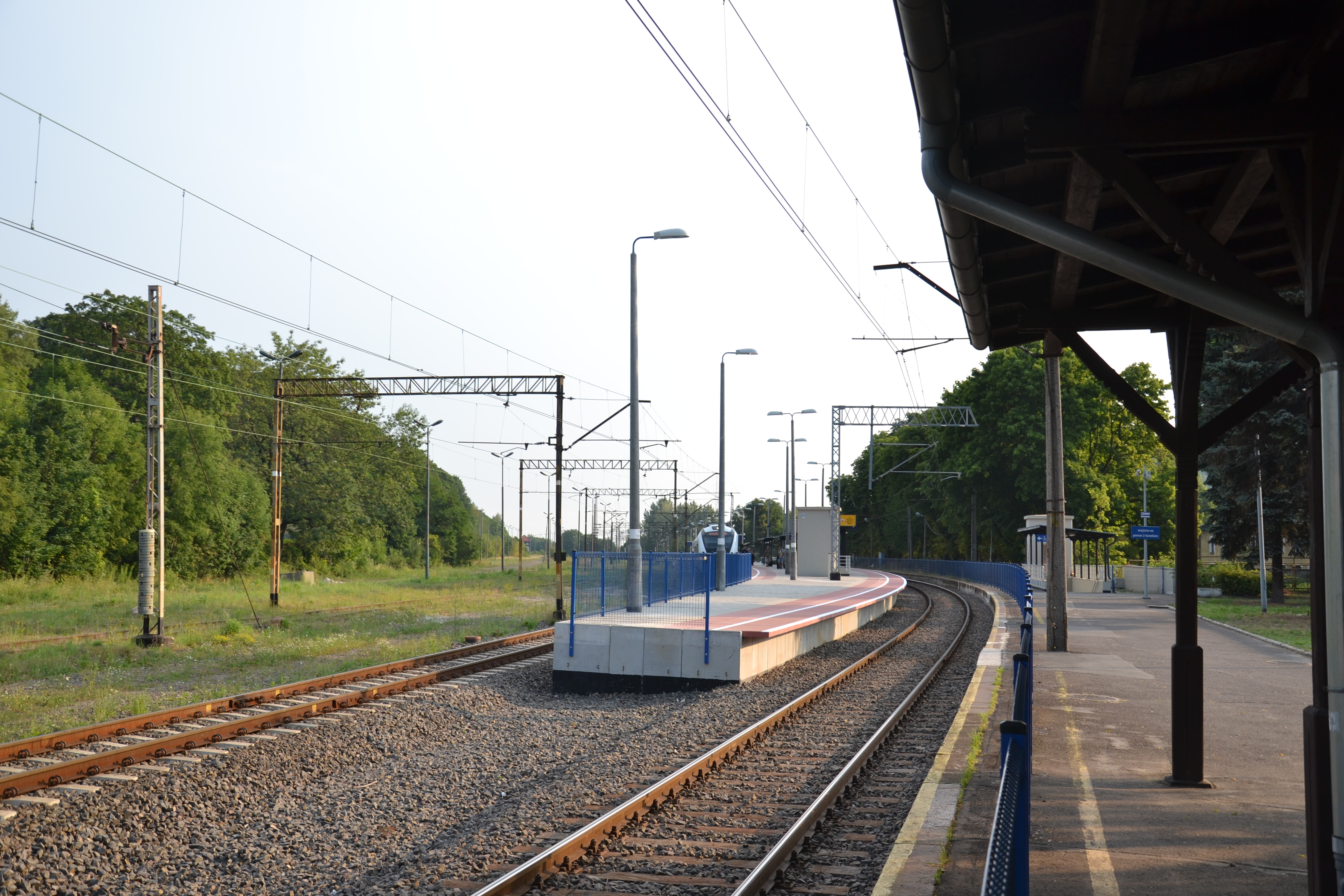
Perony
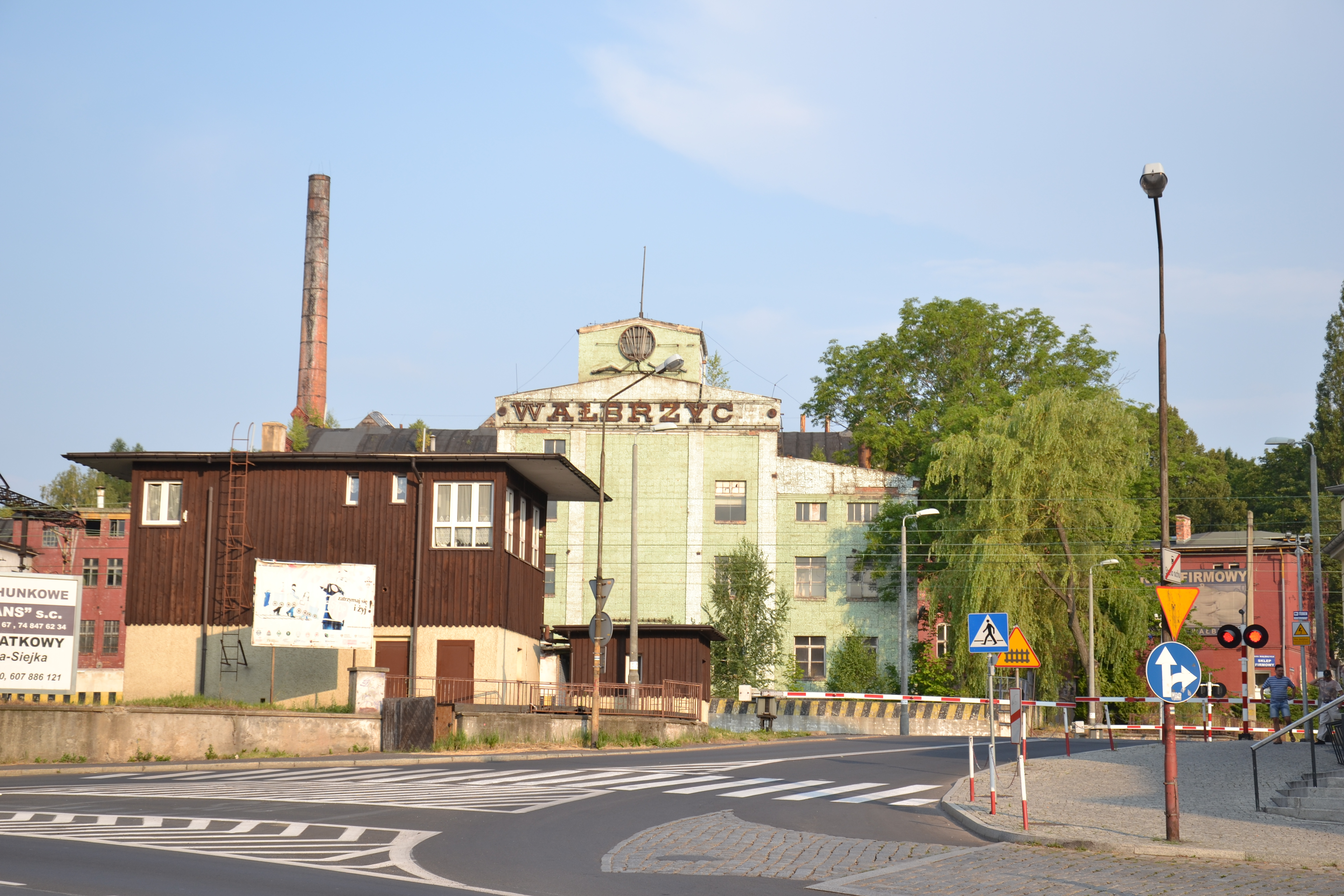
Przejazd kolejowy